# Pier Gaetano Feletti
Pier Gaetano Feletti (* 1797 in Comacchio; † 1881 in Rom) war ein Dominikanerpater und Inquisitor des Heiligen Offiziums. Sein Amt übte er von 1838 bis 1859 in Bologna aus, die Stadt gehörte zum vatikanischen Kirchenstaat. Pater Pier Gaetano Feleti ist heute vor allem von Interesse, da er zu den Akteuren im Fall Edgardo Mortara gehört. Er hatte wesentlichen Anteil daran, dass der mutmaßlich heimlich getaufte Sohn einer jüdischen Kaufmannsfamilie im Alter von sechs Jahren dieser entzogen und in Rom zum Priester erzogen wurde.
Die Trennung des Kindes von seinen Eltern erfolgte am 24. Juni 1858 als Bologna als Stadt der Emilia-Romagna noch zum Kirchenstaat gehörte. Am 18. Januar 1860,  kurz nach der Eingliederung der Emilia-Romagna in das Italienische Königreich, wurde Pater Pier Gaetano Feleti der Kindesentführung angeklagt. Der in Bologna verbliebene Erzbischof Michele Viale-Prelà protestierte vergeblich gegen die Inhaftierung des Paters. Nach Kirchenrecht war es nicht legal, wenn ein getauftes Kind bei andersgläubigen Eltern aufwuchs. Einer der wesentlichen Punkte der Gerichtsverhandlung war die Frage, ob Pater Feleti aus eigenem Antrieb gehandelt hatte, als er den Jungen mit polizeilicher Gewalt von seinen Eltern trennen ließ oder ob er Befehlen seiner Vorgesetzten folgte. Das Gericht hatte außerdem zu entscheiden, ob der Befehl, den Jungen zu ergreifen, nach den damals in Bologna geltenden Gesetzen illegal war. Entscheidend war dabei die Glaubwürdigkeit des Dienstmädchens, das behauptet hatte, den Jungen während einer Erkrankung notgetauft zu haben. Die Verteidigung von Pater Feleti stellte darauf ab, dass er damals Inquisitor des Heiligen Offiziums war und damit zu seinem Vorgehen berechtigt war. Die Frage, inwieweit die Taufe gültig war, war nach Ansicht der Verteidigung kein Punkt, über den das Gericht zu entscheiden hatte. Dies oblag nach Ansicht des Verteidigers allein der Kongregation für Glaubensfragen. Pater Feleti wurde am 16. April 1860 freigesprochen.
Er wurde von der Katholischen Kirche nach Rom berufen, wo er Prior eines Dominikanerklosters wurde. Er hielt diese Stellung bis zu seinem Tod 1881 inne.

## Einzelbelege
1. ↑   Kertzer, S. 311

| Personendaten    | Personendaten                                          |
| ---------------- | ------------------------------------------------------ |
| NAME             | Feletti, Pier Gaetano                                  |
| KURZBESCHREIBUNG | Dominikanerpater und Inquisitor des Heiligen Offiziums |
| GEBURTSDATUM     | 1797                                                   |
| GEBURTSORT       | Comacchio                                              |
| STERBEDATUM      | 1881                                                   |
| STERBEORT        | Rom                                                    |